# Anastazy Omulecki
Anastazy Omulecki (ur. 2 lutego 1929 w Rożyszcach, zm. 27 stycznia 2020) – polski dermatolog, prof. dr hab. n. med.

## Życiorys
Absolwent łódzkiej Akademii Medycznej. Obronił pracę doktorską, następnie uzyskał stopień doktora habilitowanego. Otrzymał nominację profesorską. Piastował funkcję profesora oraz od 1992 do 1999 kierownika w I Katedrze Dermatologii i Wenerologii na Uniwersytecie Medycznym w Łodzi. Wieloletni Członek Łódzkiego Towarzystwa Naukowego. Zasiadał w Radzie Naukowej czasopisma Dermatologia Praktyczna, przewodniczył redakcji naukowej Atlasu patologii skóry.
Zmarł 27 stycznia 2020.

## Zainteresowania
W latach 40. zaczął uprawiać żeglarstwo w Akademickim Związku Morskim. W 1950 był współzałożycielem Sekcji Sportów Wodnych Ligi Morskiej w Łodzi. W latach 1950–1953 był członkiem komisji szkolenia Sekcji Sportów Wodnych LM. W latach pięćdziesiątych i później szkolił żeglarzy w wielu ośrodkach klubowych – w Augustowie, Tolkmicku, Szczecinie Dąbiu. Potem przez wiele lat uprawiał żeglarstwo turystyczne, głównie na jeziorach mazurskich.